# 빌리 칸
빌리 칸(Billy Kane)은 SNK에서 제작된 게임인 아랑전설의 등장인물이다.
SNK의 최초의 격투게임인 아랑전설에 중간보스로 출현했다. 아랑전설, 아랑전설 스페셜, 아랑전설 3, 리얼바웃 아랑전설, 리얼바웃 아랑전설 스페셜, 리얼바웃 아랑전설 2, 더 킹 오브 파이터즈 95, 더 킹 오브 파이터즈 97, 더 킹 오브 파이터즈 98, 더 킹 오브 파이터즈 98UM, 더 킹 오브 파이터즈 2002 언리미티드 매치, 더 킹 오브 파이터즈 2003 등 SNK의 격투게임에서 수차례 등장하였다.
빌리 칸은 아랑전설에서 사우스타운의 지배자인 기스 하워드의 직속 부하로 등장하며, 동생인 릴리 칸을 키우기 위해 기스 하워드의 부하로 들어갔다. 빌리 칸은 여동생 릴리 칸과 같이 부모가 일찍 죽어서 고아로 남겨졌다. 빌리 칸은 여동생을 키우기 위해 철공소에 들어가서 매일 하루종일 죽을 힘을 다해 쇠를 깎고 있었다. 이 때 철공소에 사채를 받으러 온 기스 하워드가 유난히 열심히 일하는 빌리 칸을 마음에 들어했다. 결국 기스 하워드는 사채 대신 빌리 칸을 데려갔으며 빌리 칸에게는 철공소에서 일해서 버는 돈의 두 배를 지급하는 조건으로 기스 하워드의 부하가 되었다. 더군다나 기스 하워드는 당시 빌리 칸의 동생인 릴리 칸의 생명이 위독하다는 것까지 조사해내서 릴리 칸을 병원에서 치료받도록 조치해 릴리 칸의 생명을 구해준 것은 물론이고 빌리 칸에게 집을 제공하고 릴리 칸에게 다시 학교에 다닐 수 있도록 학비까지 지원해줬다. 빌리 칸으로서는 무슨 짓을 해서라도 여동생을 키워야만 했기에 선택의 여지가 없었다. 
기스 하워드의 수하로 들어온 빌리 칸은 기스 하워드로부터 봉술을 배웠다. 처음(아랑전설1)에는 완전히 봉에만 의존하는 모습을 보이지만 아랑전설 2에서는 빌리 칸이 철공소에서 익힌 금속가공기술을 이용하여 스스로 봉을 개조하여 삼절곤으로 만들어 사용하고 있다. 기스 하워드가 죽음을 위장하고 잠복하자 바로 볼프강 크라우저의 밑으로 들어가 잠복했다.

## 설정
빌리 칸은 영국인으로 고아이다. 여동생인 릴리 칸이 존재하며 릴리 칸은 죠 히가시와 친하게 지낸다. 그러나 이를 빌리 칸은 상당히 못마땅하게 여기고 있다. 기스 하워드의 부하인 빌리 칸은 기스 하워드의 명령에 절대 복종하는 충성스러운 모습을 보인다.

### 더 킹 오브 파이터즈에 등장하는 빌리 칸
더 킹 오브 파이터즈에 등장하는 빌리 칸은 더 킹 오브 파이터즈 94 대회 이후 기스 하워드의 명령에 의해 더 킹 오브 파이터즈 95 대회에 출전하게 된다. 이 때 빌리 칸은 팀메이트로서 스포츠 팀을 혼자 전멸시킨 희대의 격투가 야가미 이오리에 의해 영입되고 키사라기 에이지와같이 팀을 짰다.
더 킹 오브 파이터즈 95 대회에서는 야가미 이오리를 필두로 한 빌리 칸의 팀이 우승하여 상금을 받게 되었으나. 야가미 이오리는 상금을 바이스로부터 건네받자마자 빌리 칸을 배신하고 빌리 칸과 키사라기 에이지를 때려눕혔다. 더 킹 오브 파이터즈 95 대회의 우승상금을 혼자 독식한 야가미 이오리는 그 상금으로 데이토나 엑죠첵스라는 초고가(한국식 싯가로 3000만원 상당)의 예물시계를 구입했다. 이로 인하여 빌리 칸은 야가미 이오리에게 암묵적인 원한을 갖고 있다.
그 후 오로치 일족들이 오로치 본신의 봉인을 푸는 작업을 시도하자 기스 하워드는 오로치 일족의 힘을 탐낸 나머지 빌리 칸에게 범죄자 야마자키 류지, 야마자키를 수사하던 블루 마리 등과 팀을 짜서 더 킹 오브 파이터즈 97 대회에 출전하도록 조치했다. 그러나 빌리 칸은 다시 만난 야가미 이오리에게 복수는커녕 또다시 목숨만 간신히 붙어 있을 정도로 폭행당하고 만다. 빌리 칸이 야가미 이오리에게 얻어터지고 있는 동안 팀메이트인 야마자키 류지는 기스 하워드를 습격했다.

### 릴리 칸
빌리 칸의 동생. 기스 하워드가 심장병 수술 비용을 지원하는 바람에 살 수 있었다. 기스 하워드가 릴리 칸의 학비도 대줬다. 빌리 칸의 여동생 릴리 칸은 더 킹 오브 파이터즈 2000에서 어나더 스트라이커로만 등장한다. 등장해도 아무런 공격을 하지 않고 그냥 인사만 하고 들어간다. 그러나 SNK의 3D게임인 킹오브 파이터즈 맥시멈 임펙트에서는 실제 플레이어 캐릭터로 등장, 빌리 칸과 마찬가지로 봉술을 사용하며 빌리 칸의 기술을 사용한다.
릴리 칸은 죠 히가시와 서로 친분이 깊은데 이를 빌리 칸은 매우 못마땅하게 여기고 있다.
그리고,릴리는....우리의 김갑환과 연합하여
빌리 칸을 갱생시키기위해 빌리를 쫓는다.
어쩌고 보면 병이 다 나았을지도...(불치병인데?)
참고로 빌리는 동생바보 아니 동생바라기다...

## 성능
빌리 칸의 성능은 아랑전설에서는 약한 성능이 되어본 적이 없을 정도로 플레이어블 캐릭터가 되어서도 강력하다. 특히 리치가 길어서 상대를 압박하는데 중요하는 역할을 한다. 그러나 킹 오브 파이터즈 시리즈에서는 대체로 약캐이다. 더 킹 오브 파이터즈 95에서는 비인기 캐릭터인 줄 알고 더 킹 오브 파이터즈 96에 삭제했다가, 잡지사의 인기 투표로 인하여, 더 킹 오브 파이터즈 97에 재등장한다. 더 킹 오브 파이터즈 2002 언리미티드 매치에서는 밸런스상 성능을 다소 줄였지만, 다른 쪽으로 상당히 강하다.